# 潘地亚
潘地亞王朝（泰米尔语：பாண்டியர்）古代印度南部长期存在的一个泰米尔人国家。

## 概况
潘地亚位于今泰米尔纳德邦境内，核心区域在马杜赖地区。它至少在公元前4世纪就已经存在，当时塞琉古帝国派往印度孔雀帝国的使节麦伽斯提尼在其著作（原著已失传，只有后人引用的部分可以利用）中提到了潘地亚；按麦伽斯提尼的描述，当时的潘地亚似乎是一个母系社会的国家。阿育王的铭文也提到了潘地亚，并指出她不属于孔雀帝国管辖。公元前后的古典作家们将潘地亚描述为一个富裕的商业国，主要依赖海路经商；据说她曾向罗马皇帝奥古斯都派遣过使节。
潘地亚人在7世纪末期变得非常强大，国王阿梨稽娑梨·摩罗跋摩在位时，潘地亚击败了她在南印的主要对手、另一个泰米尔人国家哲罗。8世纪至9世纪之间，潘地亚还曾攻击因遭遮娄其人打击而严重衰落的原南印大国帕拉瓦王朝。